# Panamas flag
Panamas flag blev designet af Maria Ossa de Amador. Det har været i officiel brug som national- og statsflag siden 4. juni 1904.

## Tidligere design
Franskmanden Philippe-Jean Bunau-Varilla designede det første bud på et panamansk flag. Designet mindede meget om USA's flag med vandrette striber og en blå kanton med to gyldne sole, der skulle være et symbol på de to symboler, der skulle forenes med konstruktionen af Panamakanalen. Bunau-Varillas design blev dog ikke godkendt at Panamas leder Manuel A. Guerrero, der i stedet stod bag det nuværende design, der skulle symbolisere foreningen af de politiske partier i landet.

## Ekstern henvisning
- Politikens flagbog – 300 nationale og internationale flag ISBN 87-567-6303-4

- Wikimedia Commons har flere filer relateret til Panamas flag

| Flag | Spire Denne artikel om flag eller vexillologi er en spire som bør udbygges. Du er velkommen til at hjælpe Wikipedia ved at udvide den. |